# Санрайз-Біч (Міссурі)
Санрайз-Біч (англ. Sunrise Beach) — селище (англ. village) в США, в округах Кемден і Морган штату Міссурі. Населення — 431 осіб (2010).

## Географія
Санрайз-Біч розташований за координатами 38°10′7″ пн. ш. 92°46′56″ зх. д. / 38.16861° пн. ш. 92.78222° зх. д. (38.168570, -92.782133).  За даними Бюро перепису населення США в 2010 році селище мало площу 14,24 км², з яких 14,21 км² — суходіл та 0,02 км² — водойми.

## Демографія
Згідно з переписом 2010 року, у селищі мешкала 431 особа в 207 домогосподарствах у складі 122 родин. Густота населення становила 30 осіб/км².  Було 418 помешкань (29/км²).
Расовий склад населення:
| - 94,7 % — білих - 1,6 % — корінних американців - 0,2 % — чорних або афроамериканців |

До двох чи більше рас належало 3,0 %. Частка іспаномовних становила 3,0 % від усіх жителів.
За віковим діапазоном населення розподілялося таким чином: 16,7 % — особи молодші 18 років, 54,8 % — особи у віці 18—64 років, 28,5 % — особи у віці 65 років та старші. Медіана віку мешканця становила 48,9 року. На 100 осіб жіночої статі у селищі припадало 92,4 чоловіків;  на 100 жінок у віці від 18 років та старших — 94,1 чоловіків також старших 18 років.
Середній дохід на одне домашнє господарство  становив 42 018 доларів США (медіана — 29 545), а середній дохід на одну сім'ю — 50 051 долар (медіана — 38 000). За межею бідності перебувало 14,5 % осіб, у тому числі 10,4 % дітей у віці до 18 років та 8,2 % осіб у віці 65 років та старших.
Цивільне працевлаштоване населення становило 174 особи. Основні галузі зайнятості: роздрібна торгівля — 29,3 %, освіта, охорона здоров'я та соціальна допомога — 10,9 %, науковці, спеціалісти, менеджери — 9,8 %.